# Pierre Durin
Pour les articles homonymes, voir Durin (homonymie).
Pierre Durin, né le 9 octobre 1927 à Béja en Tunisie et décédé le 16 septembre 2020 à Saint-Denis (Seine-Saint-Denis), est un footballeur tunisien.
Il évolue durant toute sa carrière au poste de défenseur au sein du Club africain.

## Carrière
- 1944-1957 : Club africain (Tunisie)

## Palmarès
- Champion de Tunisie : 1947, 1948